# Плоска (Шадрінський район)
Пло́ска (рос. Плоская) — присілок у складі Шадрінського району Курганської області, Росія. Входить до складу Ільтяковської сільської ради.
Населення — 89 осіб (2010, 144 у 2002).
Національний склад станом на 2002 рік: росіяни — 99 %.